# Michał Szromnik
Michał Szromnik (Danzica, 4 marzo 1993) è un calciatore polacco, portiere del Górnik Zabrze.

## Carriera

### Club
Cresciuto nelle giovanili del Gedania Gdańsk, passa all'Arka Gdynia all'età di diciassette anni. Con i gialloblu esordisce in I liga, giocandovi per quattro stagioni. Le sue buone prestazioni vengono notate sia dalle nazionali giovanili della Polonia, sia dagli scozzesi del Dundee United, che lo acquista portandolo in Scottish Premiership. Qua gioca due anni. 
Successivamente torna in Polonia, giocando regolarmente in I liga con le maglie di Bytovia, Odra e Chrobry, prima di venire acquistato dallo Śląsk Wrocław, con cui esordisce in Ekstraklasa il 5 dicembre 2020 nel match contro il Raków Częstochowa.

### Nazionale
Ha giocato numerose partite con le varie nazionali giovanili polacche.